# Glória Kalil
Glória Kalil Rodrigues Meyer, mais conhecida como Glória Kalil (São Paulo, 19 de outubro de 1943), é uma jornalista, empresária e consultora de moda brasileira.

## Carreira
Sendo formada em Ciências Sociais, diretora de confecções como Fiorucci e Jeigikei, desde meados de 1995 dedica-se à consultoria de estilo e negócios ligados ao campo da moda e do comportamento. Faz palestras e projetos especiais, como vídeos, planos de marketing para lojas de varejo e assessorias para indústrias e organizações institucionais como o Senac. Colabora também com matérias de moda para a imprensa escrita, televisão e outras mídias.
É autora dos livros Chic, Chic Homem - Manual de Moda e Estilo, Alô, Chics! e Chic[érrimo].